# پگی کارت‌رایت
پگی کارت‌رایت (انگلیسی: Peggy Cartwright؛ ‏ ۱۴ نوامبر ۱۹۱۲ – ۱۲ ژوئن ۲۰۰۱) بازیگر اهل کانادا بود.
از فیلم‌ها یا برنامه‌های تلویزیونی که وی در آن نقش داشته‌است، می‌توان به تولد یک ملت، اسب آهنین، استادهای آمریکایی، دست به دهان، تعصب، آتش‌نشانان، یک روز ناگوار و عشق اشاره کرد.